# Ferriol de Llemotges
|  | Per a altres significats, vegeu «Sant Ferriol (desambiguació)». |

Ferriol de Llemotges (Gàl·lia, segle vi - Llemotges, ca. 591-597) fou un bisbe de Llemotges. És venerat com a sant per diverses confessions cristianes.

## Biografia
Ferriol va haver d'apaivagar la revolta popular contra els reis merovingis, provocada pels tributs que aquests imposaven. Va reconstruir Sent Martin de Briva la Galharda, església que s'havia incendiat. Va anar al segon Concili de Mâcon de 585, on defengué la restauració de la pràctica dominical i la responsabilitat del bisbe en la protecció dels febles i en la instauració de la disciplina eclesiàstica.

## Veneració
A l'església parroquial del Degollament de Sant Joan Baptista hi ha el reliquiari del 
cap de Sant Ferriol Arxivat 2008-06-09 a Wayback Machine., obra del segle xiv d'Aimeric Chrétien